# 前田利直
前田 利直（まえだ としなお）は、江戸時代中期の大名。加賀大聖寺藩の第3代藩主。

## 生涯
寛文12年（1672年）6月25日、第2代藩主・利明の長男として江戸に生まれる。貞享元年（1684年）に将軍・徳川綱吉に御目見して以降、綱吉の寵愛を受け、藩主になる以前の元禄4年（1691年）に、外様大名の世子の立場にもかかわらず奥詰に任じられ、待遇も譜代大名並に扱われた。翌元禄5年（1692年）に父親が死去したために跡を継ぐ。このとき、弟の利昌に1万石を分与して、支藩である大聖寺新田藩を立藩させた。
綱吉の側近であった立場から江戸に在府し、国に戻って藩政を執るということがほとんどなかったため、藩政は家臣団によって牛耳られ、実権をめぐっての対立が絶えず、また江戸藩邸の焼失などで藩財政が圧迫した。しかも晩年の宝永6年（1709年）、綱吉が死去すると奥詰を解任された上、弟の利昌が大和柳本藩主・織田秀親を刺殺して切腹処分となり、新田藩も改易となるなど、不幸が続く中で、宝永7年（1710年）12月13日に死去した。
跡を養嗣子の利章が継いだ。

## 系譜
父母
- 前田利明（父）
- 勢幾、慈眼院 ー 本多忠義の娘（母）

正室
- 種、霊台院 ー 酒井忠義の娘

子女
- 富貴 ー 前田利與正室、生母は霊台院（正室）
- 須和 ー 松平清方正室、生母は霊台院（正室）
- 富紀 ー 前田利興正室

養子
- 前田利章 ー 前田綱紀の五男